# Saint-Joseph-des-Bancs
Saint-Joseph-des-Bancs är en kommun i departementet Ardèche i regionen Auvergne-Rhône-Alpes i sydöstra Frankrike. Kommunen ligger  i kantonen Antraigues-sur-Volane som ligger i arrondissementet Largentière. År 2022 hade Saint-Joseph-des-Bancs 191 invånare.

## Befolkningsutveckling
Antalet invånare i kommunen Saint-Joseph-des-Bancs
Referens: INSEE